# دايكي كاميدا
دايكي كاميدا (باليابانية: 亀田大毅) هو ملاكم محترف ياباني يصنف ضمن فئة وزن الذبابة. حقق بطولة رابطة الملاكمة العالمية وبطولة الاتحاد الدولي للملاكمة.

## المسيرة الاحترافية
من نزالاته:
- انتصر على تاكيفومي ساكاتا (25-09-2010).

## إحصائيات
خاض خلال مسيرته 34 نزالا، فاز في 29 ولم يتعادل وخسر في 5. فاز بالضربة القاضية في 18 نزالا.

## وصلات خارجية
- دايكي كاميدا على موقع بوكس ريك (الإنجليزية) (registration required)

- الموقع الرسمي